# 巴金-杜蒙蒂
巴金-杜蒙蒂是葡萄牙波尔图区的一个堂区。总面积5.43平方公里，总人口13943人，人口密度2567.8人/平方公里。